# Gonçalves
Gonçalves là một đô thị thuộc bang Minas Gerais, Brasil. Đô thị này có diện tích 187,596 km², dân số năm 2007 là 4270 người, mật độ 22,8 người/km².